# Bernard-Emmanuel Roux de Puivert
Bernard Emmanuel de Roux, quatrième marquis de Puivert, né à Toulouse le 24 octobre 1755 et mort à Paris en 1832. 

## Biographie
Il s’oriente vers la carrière militaire. D’abord capitaine dans le régiment Royal-Picardie, puis major en second à celui de Guyenne, émigra en 1791 et devint successivement colonel, maréchal de camp et aide de camp de Monsieur. L’agence Royale à Augsbourg lui confie le commandement et l’organisation de l’insurrection des provinces Méridionales. À la tête de 25 000 hommes, il devait faciliter la traversée du Var au général Willot, mais la victoire de Marengo et la conquête rapide de la Lombardie par Bonaparte le contraignit à dissoudre son organisation.
Après deux années de recherches, le 12 mars 1804, la police de Fouché l’arrête à Belleville en compagnie du marquis de Badens. Transféré ensuite à Vincennes et bientôt après dans les prisons d’Angers, il n’en sortit que le 15 avril 1814. Cette même année, Louis XVIII lui confia la charge de gouverneur de Vincennes, et en 1815 il est élu député de l'Aude. Chevalier puis officier de la Légion d’Honneur, commandeur de Saint Louis, il était pair de France en 1829 ; il quitte la chambre haute après la Révolution de Juillet. 
Il épouse en premières noces Mlle de Langeron, le 25 mai 1784, fille du comte de Langeron, décédée sans enfant le 5 juin 1795 à Detmold dans la principauté de Lippe ; et en secondes noces Fortunée Gabrielle Marie du Pac de Badens, fille de Gabriel du Pac, marquis de Badens et d’Anne de Bruyères de Chalabre, le 21 octobre 1806, en la prison de Vincennes.

## Sources
- « Bernard de Puivert », La Revue de Paris,‎ mars-avril 1907, p. 513-535 (période Révolution - Empire)
- « Bernard de Puivert », La Revue de Paris,‎ mai-juin 1907, p. 158-194 (période de la Restauration)
- Henri Forneron, Histoire générale des émigrés pendant la Révolution française, Paris, Plon, 1890
- François de Fossa, Le château historique de Vincennes à travers les âges, Paris, H. Daragon éditeur, 1908
- Bernard Emmanuel Jacques de Roux dans les archives départementales de l'Hérault